# イズナール・デジャルダン
イズナール・デジャルダン (仏：Isnard Desjardins、1814年1月14日 - 1894年11月11日) は、フランスの版画家。1845年に亜鉛版を用いたカラー印刷技法「クロモタイポグラフィ」を開発した。
彼自身の知名度はそれほど高くないが、彼の姓を冠した「デジャルダン・プロセス」はカラー印刷がまだ一般的ではなかった19世紀後半の印刷業界において人気があった。

## 生涯
デジャルダンは始めパリ国立高等美術学校で画家のアントワーヌ＝ジャン・グロと版画家のオーギュスト・フォシュリー（Auguste Fauchery、1798-1843）に師事した。彼は歴史画を習い、のちにエッチングを専攻し、複製版画も学んだ。
1845年に彼は独自にクロモタイポグラフィによる印刷技法を完成し、1855年のパリ万博で2つのメダルを獲得した。彼のクロモタイポグラフィで印刷された最初の絵画は、アレクサンドル・マリ・ギルマン (1847年)、ウジェーヌ・ドラクロワ (1850年)、アレクサンドル＝ガブリエル・ドゥカン、そしてルイ・ル・ポワトヴァンの作品であった。
「デジャルダン作の複製画」は人気を得て、彫版の技法は異なるものの、クロモリトグラフでも印刷された。そこで彼はおもに J. Desjardin と署名している。
その後、彼は自分の作画精神をより明確にするために、カンヴァスに直接クロモタイポグラフィで印刷することを試みた。

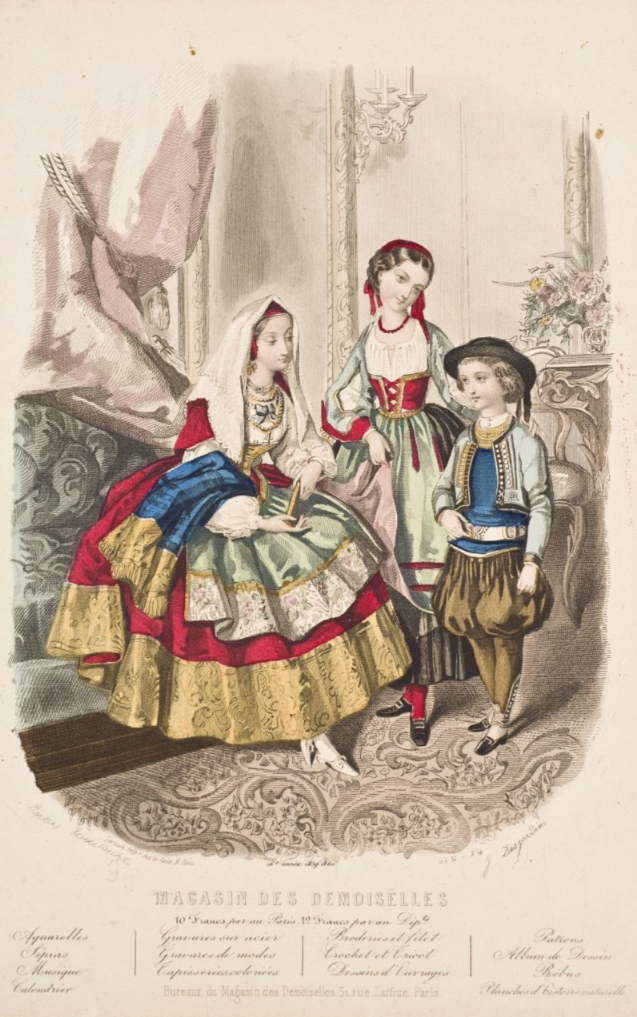
クロモタイポグラフィによって印刷された雑誌「ル・マガザン・デドモワゼル」（1859年）より。（原画：アデル＝アナイス・コラン・トゥードゥーズ）

デジャルダンの工業化された工程は、デジャルダン・グラブレとも呼ばれ、例として定期刊行物の「ル・マガザン・デドモアゼル」におけるアデル＝アナイス・コラン・トゥードゥーズの絵画の印刷に用いられ、子供向けの本の印刷にも使用された。
彼は1894年に死去した。モンマルトル墓地の6区にある彼の墓にはアルフレッド・ボレルが作成したメダイヨンが設置されている。